# John Penton
John Penton (* 19. August 1925 in Amherst, Ohio) ist ein US-amerikanischer Rennfahrer, Motorrad-Konstrukteur und Unternehmensgründer der gleichnamigen amerikanischen Offroad-Marke Penton. Er gilt als einer der erfolgreichsten Motocross- und Enduro-Rennfahrer der Geschichte und als Pionier der Entwicklung der modernen Motorrad-Technik. Die von ihm 1968 entworfenen Motorräder ermöglichten der Firma KTM die Serienproduktion wettbewerbstauglicher Offroad-Motorräder.

## Leben
John Penton wuchs auf einer Farm in Amherst in Ohio, auf. Nach dem frühen Tod seines Vaters entdeckten seine älteren Brüder in einer Scheune eine baufällige 1914 Harley-Davidson und somit das Motorradfahren. Vor allem für John Penton, der Football an der High School spielte, stand bald fest: er wollte Motorradrennen fahren.

### Erste Erfolge
Nach dem Zweiten Weltkrieg, den er in der Handelsmarine und der US Navy verbrachte, hatte er zu wenig Geld für eine neue Harley – es reichte nur für eine gebrauchte Knucklehead. Zusammen mit seinem Bruder Bill, der eine Army WLA 45-inch HD fuhr, nahm er 1948 am Jack Pine 500-Miles-Enduro teil. 1949 fuhr er beim selben Rennen eine B-33 BSA und wurde zweiter. 1950 eröffnete er mit seinen Brüdern einen Motorradladen in Amherst, in dem sie BSA-, BMW- und NSU-Motorräder verkauften. Der Laden wurde ein Treffpunkt für Biker, und 1954 wurde hier der Meadowlark Motorcycle Club gegründet, den es bis heute gibt.

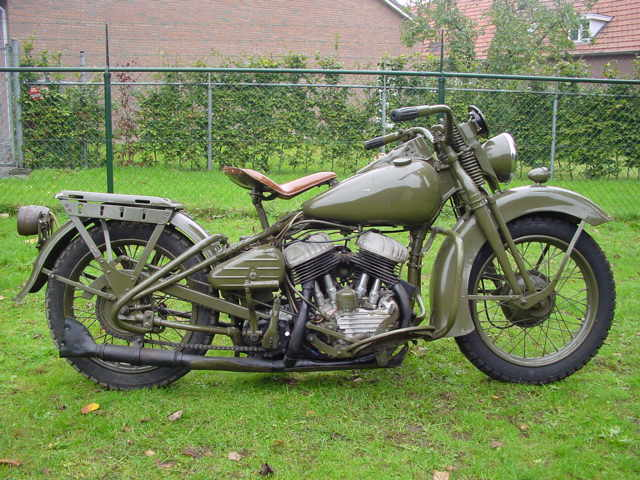
Harley Davidson 1940 WLA 1

### Auf dem Weg zum Star

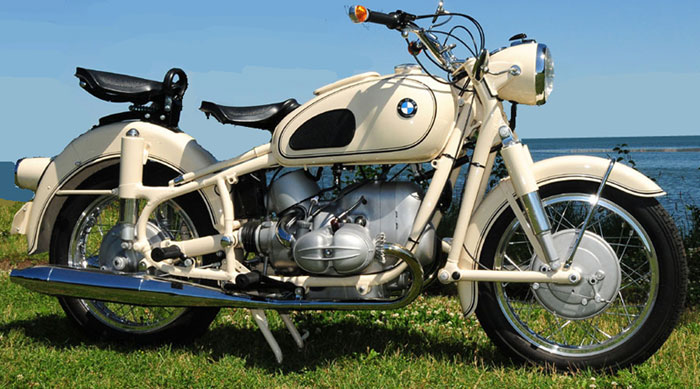
Cross Country Rekord: 1958 fährt John Penton mit einer BMW R69 in 52 Stunden und 11 Minuten von NY nach LA.

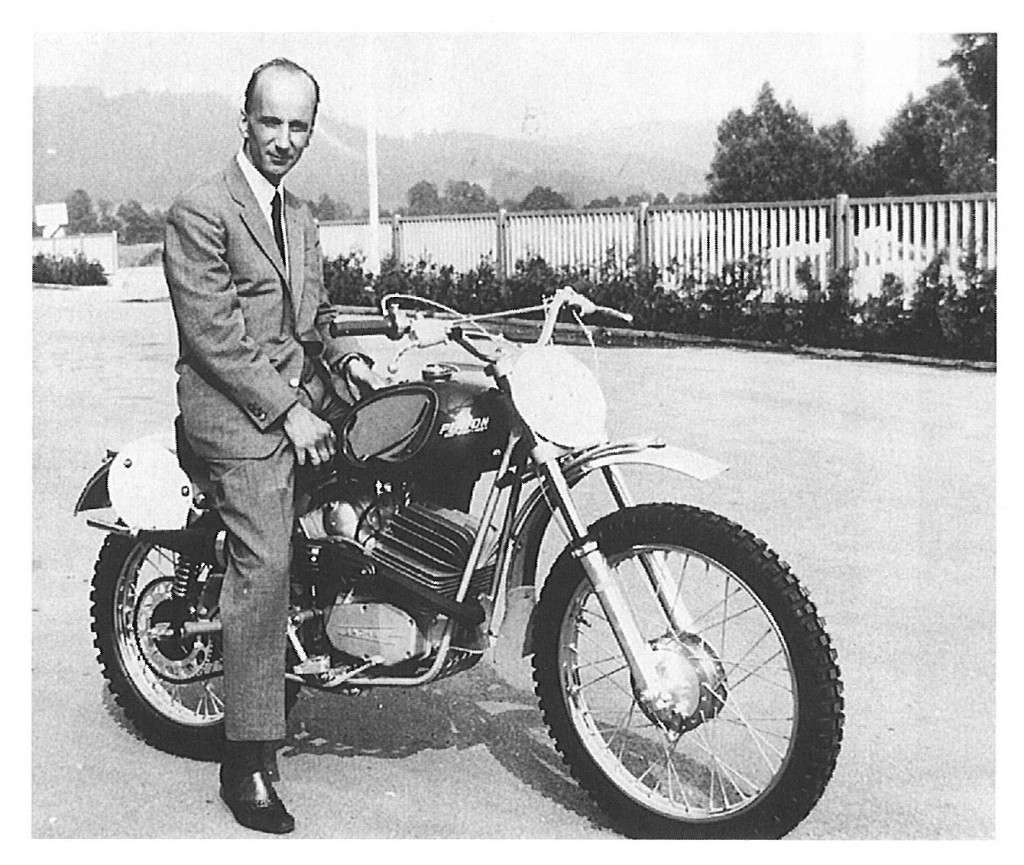
KTM-Chef Erich Trunkenpolz auf einer Penton KTM Six Days 125

1958 starb Pentons Frau Katherine nach langer Krankheit. Die anderen Mitglieder seiner Familie kümmerten sich um seine drei Kinder, während Penton weiter Rennen fuhr. Er gewann fünf nationale Endurowettbewerbe nacheinander – alle auf einer NSU. Auf einer BMW R 69 stellte er 1958 einen neuen Cross-Country-Rekord („Cannonball“) auf und fuhr in 52 Stunden und 11 Minuten von New York nach Los Angeles. 1962 nahm er zum ersten Mal an den Six Day Trials teil und gewann eine Silbermedaille in Garmisch. Allerdings hatte er schon früher festgestellt, dass leichtere Maschinen den Harley Davidson überlegen waren. Um ein Enduro-Motorrad zu bauen, das leichter, kleiner und schneller war als die Modelle von BSA, NSU und BMW, wandte er sich an einen Hersteller, dessen Motorräder er ebenfalls in seinem Laden vertrieb – an Husqvarna, konnte aber dort kein Interesse erzielen.

### Penton und KTM
1962 lernte John Penton bei den ersten Six Day Trials in Garmisch-Partenkirchen die kleinen und leistungsstarken europäischen Motorräder kennen. Darum startete er bei Rennen in den USA auf einer leichten NSU 175. Um seine Idee verwirklichen zu können, ein leichtes Motorrad für den US-Markt zu bauen, besuchte er 1967 das KTM-Werk in Mattighofen. Hier schilderte er seine Vorstellungen von einem kleinvolumigen, leistungsstarken und qualitativ hochwertigen Geländemotorrad: ein 100-cm³- und 125-cm³-Motorrad, das es als Enduro- und Motocrossversion geben sollte. KTM baute damals Mopeds und Fahrräder. 1956 hatte sich das Unternehmen zwar auch dem Geländesport zugewandt, dann aber wegen Problemen bei der Produktion des KTM-Rollers „Mecky“ das Interesse daran verloren. John Penton gelang es, KTM zu überzeugen. Vier Monate später war der Prototyp fertig: 103 kg schwer, mit neuem 125-cm³-Fünfgang-Sachs-Motor mit Grauguss-Zylinder und mit einer stabilen Ceriani-Gabel mit 35 mm Holm-Durchmesser und 135 mm Federweg ausgestattet.
KTM begann die Serienproduktion, und die ersten 10 Pentons aus Österreich, die von einem 100-cm³-Sachs-Motoren angetrieben wurden, kamen im März 1968 in Ohio an. 1968 starteten sechs 100-cm³-Penton-Prototypen beim Stone Mountain National Enduro in Georgia. Im selben Jahr starteten mehrere Penton-KTMs bei den Six Days im italienischen San Pellegrino, und von 22 Mannschaften belegte das amerikanische Team den zehnten Platz. Schon 1969 konnte John Penton 1000 „Penton Six Day 125“ für den amerikanischen Markt bestellen und wurde der erste KTM-Importeur in den USA.
Statt einer einfachen Modellbezeichnung nannte Penton die 125er „Six Day“, nach dem einzigen internationalen Endurowettbewerb mit Meisterschaftscharakter. Die 100-cm³-Motorräder hießen „Berkshire“, nach einer Offroadveranstaltung in Massachusetts. Weitere Modelle wurden von 1968 bis 1977 von John Penton entwickelt.

### Durchbruch
Was KTM zum konkurrenzfähigen Hersteller von Offroad-Motorrädern machte, war der fünfte Platz in der Silbervasenwertung der Penton-Söhne Jeff, Jack und John bei der Internationalen Sechstagefahrt 1970 im spanischen El Escorial. Insgesamt konnten Penton und sein Team 38 Siege bei Geländefahrten und Motocrossrennen in der 100-cm³- und 125-cm³-Klasse holen.

### Ende der Marke Penton
Im ersten Jahr wurden mehr als 400 Motorräder verkauft. 10 Jahre später, als 1977 die japanischen Wettbewerber auf den Markt kamen, waren in den USA mehr als 25.000 Motorräder verkauft worden. In den USA klebten bis ins Jahr 1977 Penton-Aufkleber auf KTM-Motorrädern. 1978 gab Penton den KTM-Vertrieb an „KTM America Inc.“ ab.

### Equipment
Penton wollte auch die Motorradstiefel verbessern und wandte sich an den italienischen Skistiefelhersteller Alpinestars. Das Ergebnis waren die Hi-Point Boots. In den späten 1970er Jahren waren sie die meistverkauften Motorradstiefel in den USA.

### Privates
Seine Söhne Jeff, Jack und Tom sind nach wie vor im Motorrad-Gewerbe tätig. Mit seiner zweiten Frau lebt Penton auf der Farm seiner Vorfahren. 1998 wurde er in die AMA Motorcycle Hall of Fame aufgenommen.

## Film
- Penton: The John Penton Story, Regie: Todd Huffman, produziert von: Pipeline Digital Media

## Buch
- Ed Youngblood: John Penton and the Off-Road Motorcycle Revolution, Penton Owners Group, USA, 1. Oktober 2014